# Arnaldo Dionísio Carneiro de Sousa e Meneses
Arnaldo Dionísio Carneiro de Sousa e Meneses CvA • OA (25 de agosto de 1903 - 24 de julho de 1970) foi um político e militar português.

## Biografia
Sendo Major, foi Encarregado do Governo de Timor português entre 13 de junho e 31 de dezembro de 1950.
No dia 16 de setembro de 1957 passou à reforma.

## Condecorações
A 5 de Outubro de 1934 foi feito Cavaleiro da Ordem Militar de Avis. A 14 de Fevereiro de 1955 foi elevado a Oficial da Ordem Militar de Avis pelo presidente da República, Francisco Craveiro Lopes, com o grau de Oficial da Ordem Militar de Avis.